# 컴퍼스

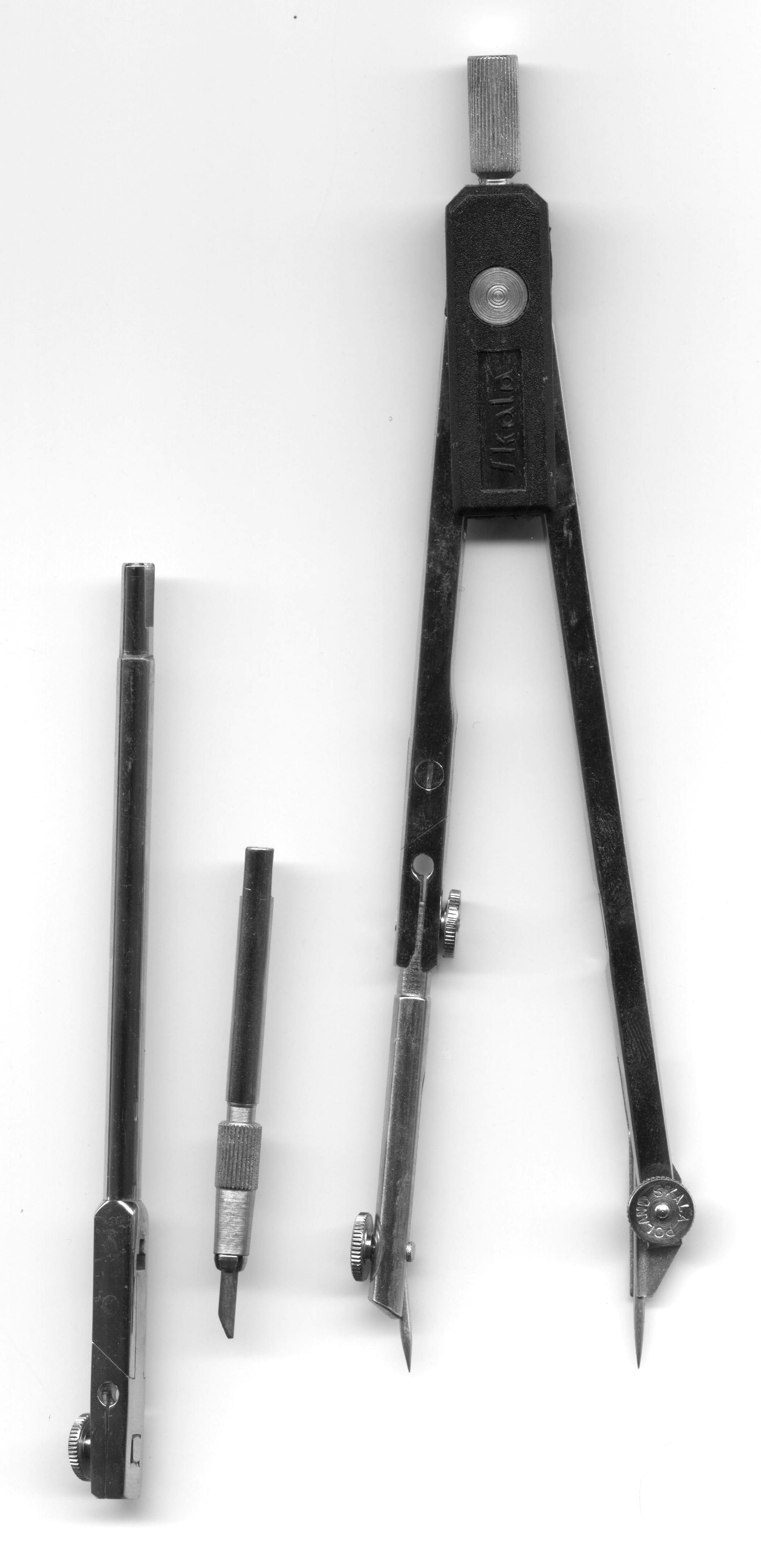
컴퍼스

컴퍼스(compass)는 원 등을 작도할 때에 쓰는 기구다. 그리려는 원이나 호의 크기에 맞춰 두 다리를 벌리고 오므려 사용한다.
컴퍼스는 보통 금속이나 플라스틱으로 만들어져 있으며, 힌지로 연결된 두 부분을 이루는데, 이 힌지는 그려지는 원의 각을 변경할 수 있게 되어있다. 일반적으로 한 부분은 끝에 뾰족한 부분이 있고 다른 한 쪽은 연필이나 펜으로 되어있다.

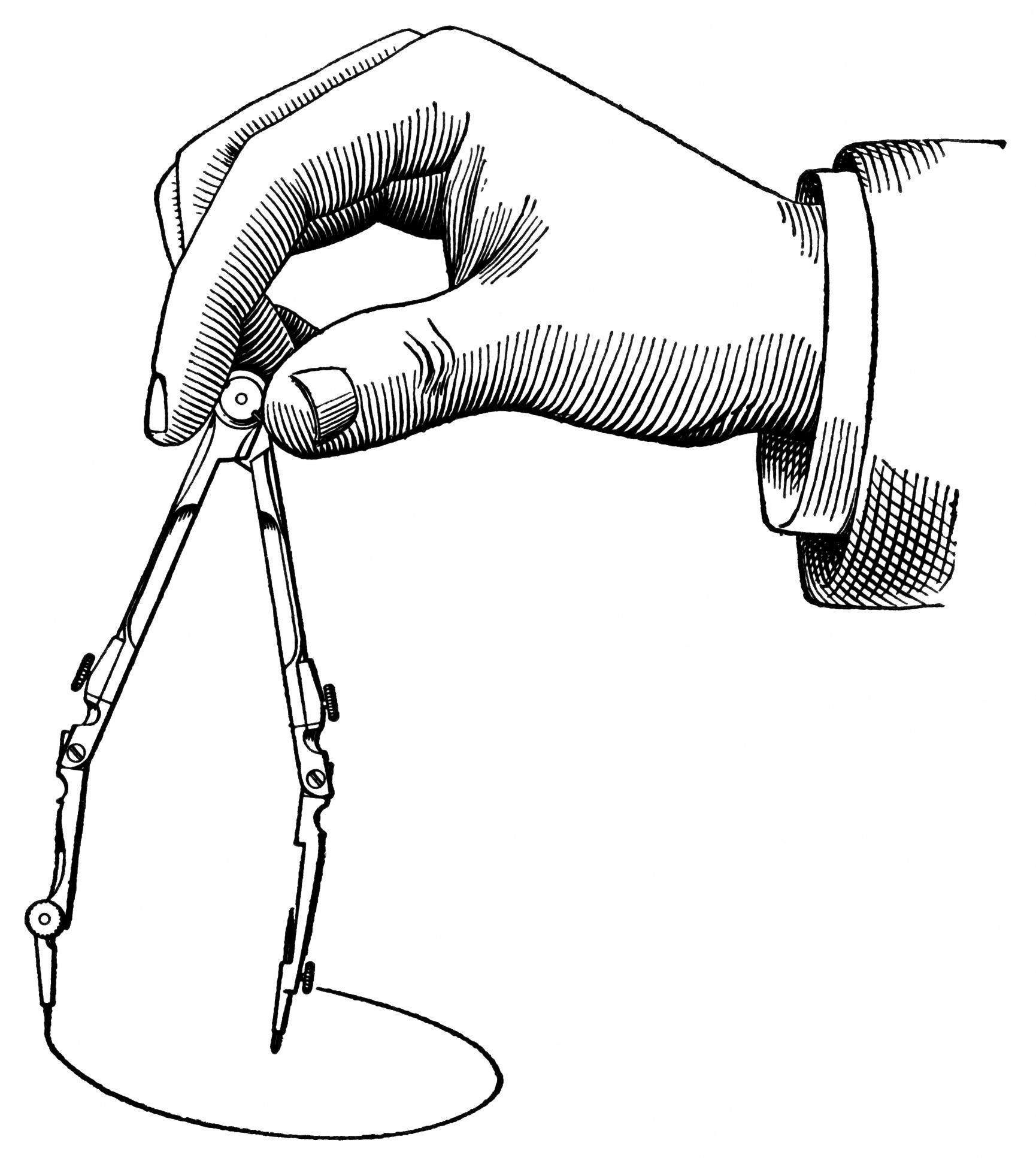
컴퍼스 사용법
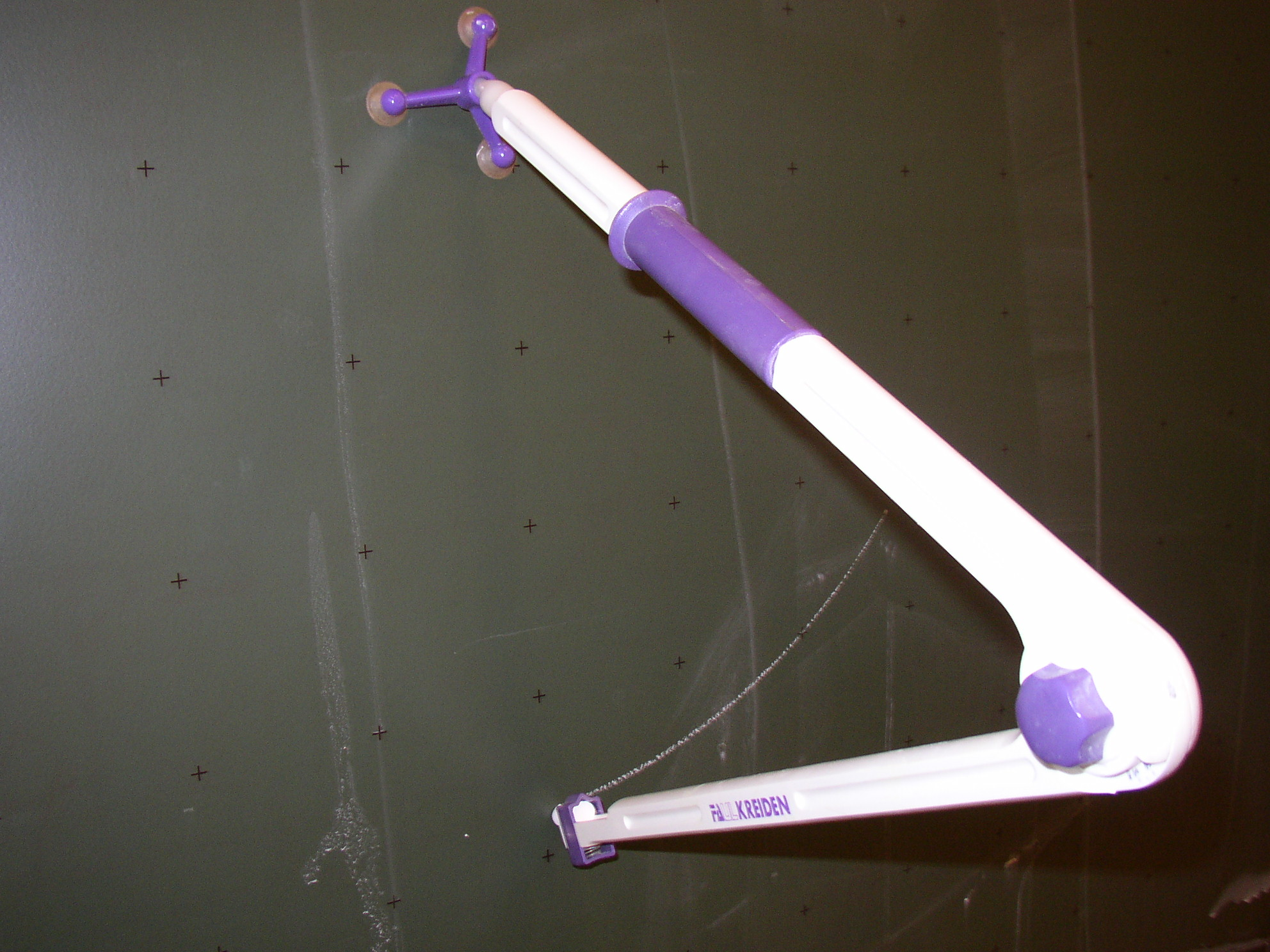
칠판용 컴퍼스
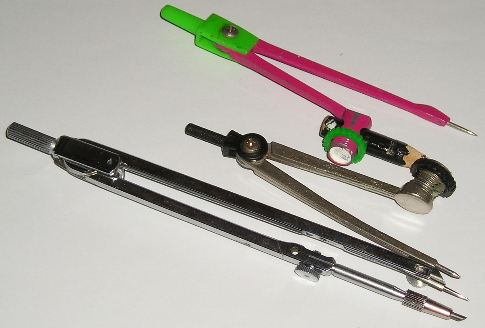
여러 가지 컴퍼스

## 같이 보기
- 작도
- 캘리퍼스